# Ungo
L'Ungo (in russo Унго?; in lingua evenchi Унг) è un fiume della Russia siberiana meridionale (Territorio della Transbajkalia), tributario di sinistra del Chilok. Scorre nel distretto Petrovsk-Zabajkal'skij.

## Descrizione
Ha origine dalla sezione occidentale dei monti Jablonovyj; scorre in direzione sud-ovest, poi gira lentamente a nord-ovest fino a sfociare nel Chilok, a 268 km dalla foce. L'Ungo ha una lunghezza di 189 km, il bacino è di 2320 km². La portata del fiume, a 8 chilometri dalla foce, è di 11,1 m³/s.

## Ittiofauna
Il fiume è popolato da: taimen, lenok, temolo artico, bottatrice e pesci del genere Phoxinus. Nel basso corso è comune il luccio, il leucisco, il pesce persico e una specie siberiana di Rutilus. Le zone lagunari sono abitate dal Rhynchocypris percnurus e dalla carpa di Prussia.